# Gazogène (revue)
 (octobre 2017).
Si vous disposez d'ouvrages ou d'articles de référence ou si vous connaissez des sites web de qualité traitant du thème abordé ici, merci de compléter l'article en donnant les références utiles à sa vérifiabilité et en les liant à la section « Notes et références ».
Pour les articles homonymes, voir Gazogène (homonymie).
Gazogène est une revue d'art en français  (ISSN 1245-3706), fondée en 1991 par Jean-François Maurice, à Cahors, dans le Lot. 
Elle est consacrée à l'Art singulier, hors norme (art brut, art outsider, Folk art, art naïf, art visionnaire, etc.). 
D'une publication irrégulière plus ou moins bisannuelle, puis semestrielle à ses débuts, Gazogène est maintenant une revue annuelle et une maison d'édition associative. Jean-François Maurice est décédé le 6 mars 2014 à Bélaye, dans le Lot. 
Les numéros 33 et 34 de la Revue Gazogène sont consacrés aux archives et documents d'André Escard, "pérégrinateur de l'insolite" décédé en 2008. 
Le dernier numéro 35 (2013) s'intitule " American Folk-art - la face cachée de l'art américain" écrit et réalisé par  Jean-Michel Chesné.
Un ultime numéro devrait être consacré à Jean-François Maurice.